# Wassiou Oladipupo
Wassiou Oladipupo Okanlawon, seltener auch Wassiou Oladipikpo, (* 17. Dezember 1983 in Abomey) ist ein beninischer Fußballspieler. 

## Karriere

### Verein
Oladipupo spielte bis 2002 im Benin bei JS Pobè. Im Dezember 2003 verließ er seinen Verein Jeunesse Sportive de Pobè und wechselte zum Rekordmeister AS Dragons FC de l’Ouémé. Er spielte zwei Jahre für die Dragons und wechselte anschließend nach Libyen zu Al Olympic Az-Zawiyah. Mit dem Klub gewann er 2004 die libysche Meisterschaft vor dem eigentlichen Abonnementmeister Al-Ittihad. 
Im September 2005 wechselte er ins westliche Nachbarland Algerien zu JS Kabylie. Auch mit Kabylie gewann er bereits in seiner ersten Saison die Landesmeisterschaft, in der darauffolgenden Saison belegte man Rang 2 in der Endtabelle. Im Frühjahr 2009 kehrte er nach Benin zurück und steht seit dem beim Soleil FC unter Vertrag.

### Nationalmannschaft
2004 stand er für sein Heimatland bei der ersten Afrikameisterschaft in der Geschichte der beninischen Nationalmannschaft im Aufgebot. Die Mannschaft schied bereits in der Vorrunde aus und Oladipupo kam zu zwei Einsätzen. Auch vier Jahre später bei der Afrikameisterschaft 2008 wurde er in den 23-köpfigen Kader des Benin nominiert. Zwischen 2002 und 2008 kam er zu 12 Länderspielen für Benin.